# ستيوارت جيتز
ستيوارت جيتز (بالإنجليزية: Stuart Getz)‏ هو ممثل أمريكي، ولد في 27 مايو 1953.

## وصلات خارجية
- ستيوارت جيتز على موقع IMDb (الإنجليزية)
- ستيوارت جيتز على موقع قاعدة بيانات برودواي على الإنترنت (الإنجليزية)
- ستيوارت جيتز على موقع قاعدة بيانات الفيلم (الإنجليزية)